# Барри, Кевин
Ке́вин Ба́рри (род. 1969, Лимерик, Ирландия) — ирландский писатель, лауреат премии Руни (2007), Дублинской литературной премии (2013) и британской литературной премии Коста.  Его роман 2019 года «Ночной паром в Танжер» был номинирован на Букеровскую премию 2019 года.

## Биография
Барри родился в Лимерике, и большую часть своей молодости провел в путешествиях, сменив 17 адресов к 36 годам. Он жил в Корке, где писал для Irish Examiner. Затем жил в Санта-Барбаре, Барселоне и Ливерпуле, прежде чем обосноваться в Слайго, где купил и отремонтировал заброшенное здание казармы Королевской ирландской полиции.
В 2007 году Барри получил премию Руни за ирландскую литературу за свой сборник рассказов «Маленькие королевства» (There Are Little Kingdoms). В 2011 году он выпустил свой дебютный роман «Город Боэна» (City of Bohane), за которым в 2012 году последовал сборник рассказов «Темный остров» (Dark Lies the Island). В 2013 году Барри выиграл Дублинскую литературную премию за роман «Город Боэна» (City of Bohane).
Стиль Барри отличается «балансированием на грани между глупостью и готикой», а также комическими персонажами.
Живёт в Слайго. Женат на Оливии Смит, которая участвует в редактуре его книг.

### Премии
| Год  | Название                  | Премия                                          | Номинация      | Результат    | Ист.          |
| ---- | ------------------------- | ----------------------------------------------- | -------------- | ------------ | ------------- |
| 2007 | There Are Little Kingdoms | Rooney Prize for Irish Literature               | —              | Победа       |               |
| 2011 | City of Bohane            | Costa Book Award                                | Дебютный роман | В шорт-листе |               |
| 2012 | Beer Trip to Llandudno    | Sunday Times EFG Private Bank Short Story Award | —              | Победа       | [ 10 ] [ 11 ] |
| 2012 | City of Bohane            | Authors' Club Best First Novel Award            | —              | Победа       | [ 12 ]        |
| 2013 | City of Bohane            | International Dublin Literary Award             | —              | Победа       | [ 13 ]        |
| 2013 | Dark Lies the Island      | Edge Hill University Short Story Prize          | —              | Победа       | [ 14 ]        |
| 2015 | Beatlebone                | Goldsmiths Prize                                | —              | Победа       |               |
| 2019 | Night Boat to Tangier     | International Dublin Literary Award             | —              | Лонглист     |               |
| 2022 | That Old Country Music    | Edge Hill University Short Story Prize          | —              | Победа       | [ 15 ]        |

## Киноадаптации
Его роман «Ночной паром в Танжер» вошёл в лонг-лист Букеровской премии в 2019 году, и в 2020 году права на экранизацию приобрел Майкл Фассбендер, фильм выйдет в 2025 году, адаптацией сценария занимался сам Барри.
События происходят в Испании и Ирландии. В центре сюжета — гангстеры Морис (Майкл Фассбендер) и Чарли (Брендан Глисон), которые занимаются контрабандой наркотиков. Однажды они возвращаются на юг Испании, чтобы разыскать дочь одного из героев и заодно вновь посетить старые места, товарищей и опасных местных преступников.